# Cantre’r Gwaelod

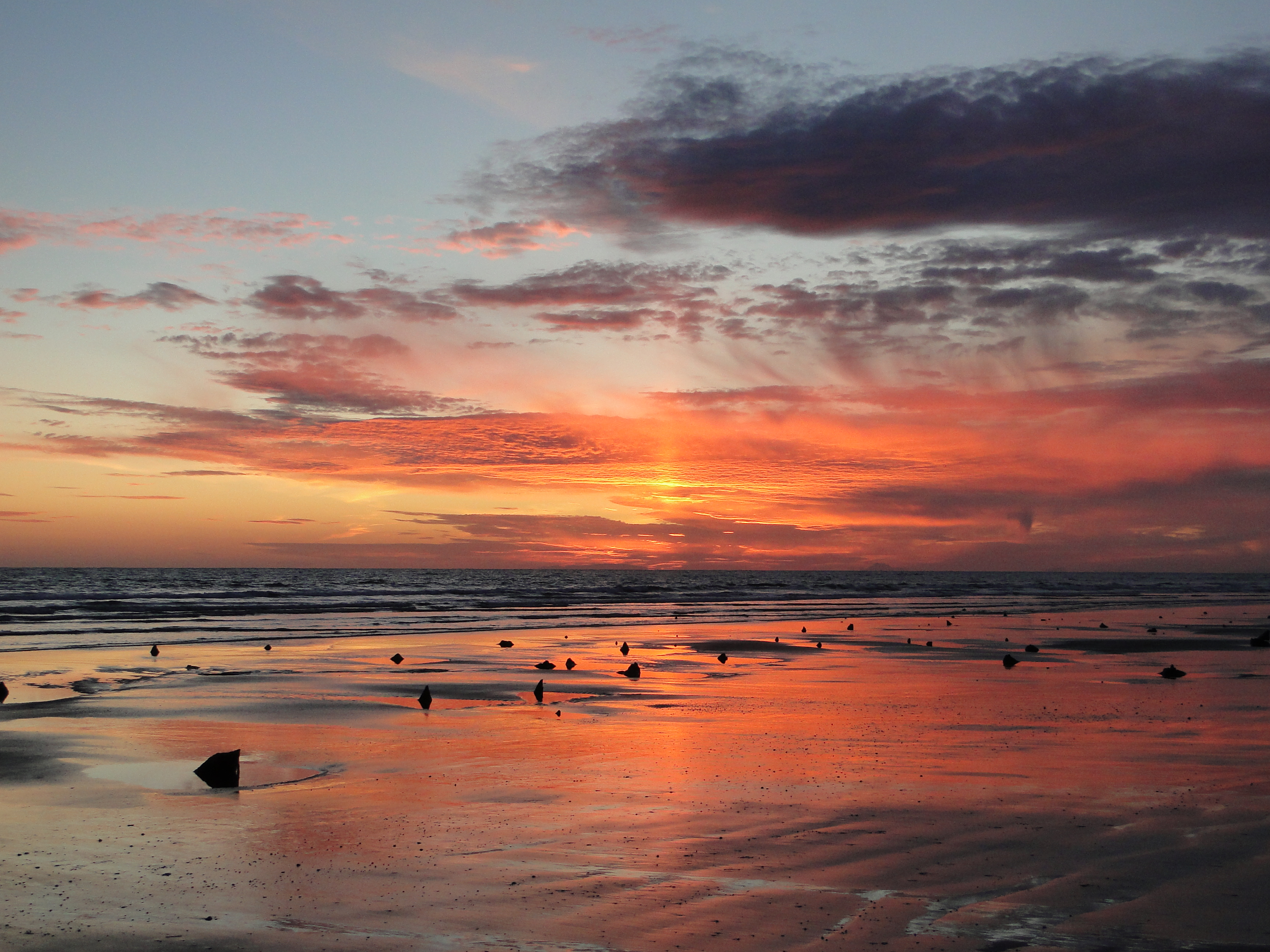
„Untergegangener Wald“ bei Ynyslas.

Cantre'r Gwaelod (auch: irisch Cantref Gwaelod, Cantref y Gwaelod, englisch The Lowland Hundred dt.: „Die Tiefland-Hundertschaft“) ist ein legendäres antikes versunkenes Königreich, das in fruchtbarem Land zwischen Ramsey Island und Bardsey Island in der heutigen Cardigan Bay im Westen von Wales gelegen haben soll. Es gilt als „Welsh Atlantis“ (Walisisches Atlantis) und spielt eine Rolle in Folklore, Literatur und Liedgut.

## Legende
Cantre'r Gwaelod war ein Gebiet westlich von Wales, das heute im Gebiet der Cardigan Bay unter Wasser liegen soll. Die Legenden berichten, dass das Land sich von Bardsey Island bis Cardigan oder sogar bis Ramsey Island nach Süden erstreckt haben soll und bis zu 20 Meilen westlich der heutigen Küste.
Es gibt mehrere Versionen der Legende. Die älteste findet sich im Black Book of Carmarthen, in welchem das Land als Maes Gwyddno (Ebene von Gwyddno) bezeichnet wird. In dieser Version ging das Land verloren, als eine well-maiden (Quellnymphe) mit Namen Mererid ihre Pflichten vernachlässigte und ihre Quelle überlief, woraufhin das Land überflutet wurde.
Rachel Bromwich bezweifelt jedoch diese Zuordnung. Sie setzt Gwyddno Garanhir in Beziehung mit Hen Ogledd, nicht mit Wales.
Die heute verbreitete Version stammt wahrscheinlich aus dem 17. Jahrhundert. In dieser Version wird Cantre'r Gwaelod als Niederung beschrieben, die gegen das Meer durch einen Deich befestigt war, Sarn Badrig ("Saint Patrick Damm"), mit einer Reihe von Schützen (sluice gates), die während Niedrigwassers geöffnet wurden um das Land zu entwässern.
Der Hauptort hieß Caer Wyddno und war der Sitz des Gwyddno Garanhir. Zwei Fürsten des Gebiets waren für den Deich verantwortlich. Einer von ihnen, ein gewisser Seithenyn, wird als Trinker und Frauenheld beschrieben. Durch seine Pflichtvergessenheit konnte das Meer durch die offen gelassenen Fluttore eindringen und das Land zerstören.
Es heißt, die Kirchenglocken von Cantre'r Gwaelod läuteten in Zeiten der Gefahr.

### Verwandtschaft zum Mythos von Llys Helig
Bromwich verweist auf eine ähnliche Legende, vom Königreich von Helig ap Glanawg im Conwy Ästuar. Wie bei Cantre'r Gwaelod, gibt es auch dort Berichte von Sichtungen der Überreste des versunkenen Königreichs Llys Helig. Bromwich glaubt, dass die beiden Geschichten sich gegenseitig beeinflusst haben. Auch das Halliwell Manuscript benutzt für Helig den Titel „Lord of Cantre'r Gwaelod“. Im Buch New Directions In Celtic Studies schreibt Antone Minard, dass die beiden Legenden die gleichen Beweise (Glocken, versunkene Ruinen) anführen.

### Ursprünge der Legende

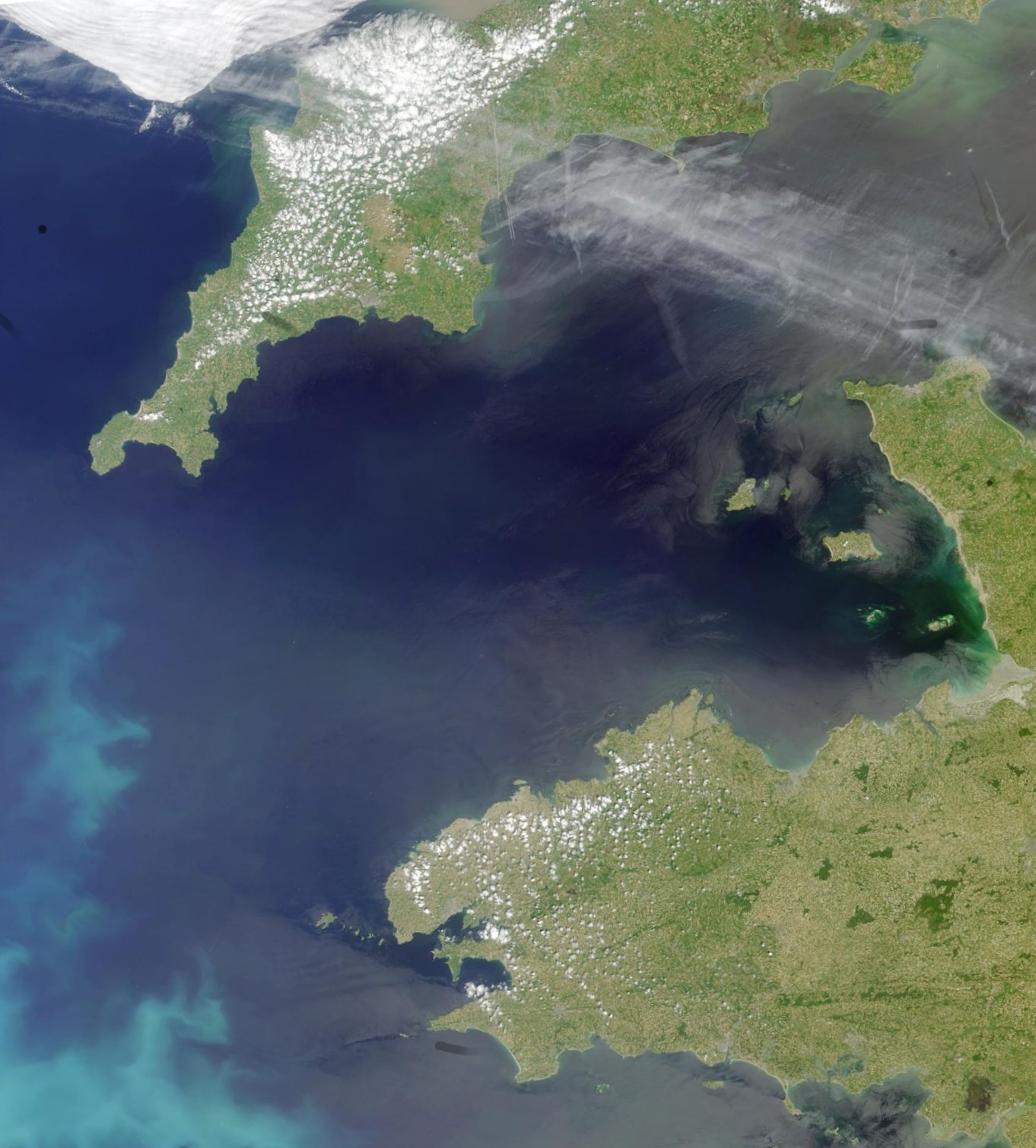
Mehrere keltische Mythen erzählen von untergegangenen Königreichen vor der Küste von Britannien oder Cornwall.

Die Legende könnte auf Überlieferungen von ansteigenden Meeresspiegeln nach dem Ende der letzten Eiszeit zurückgehen. Die Überreste der versunkenen Wälder von Borth und die Landschaftsform des Sarn Badrig könnten als Beweise einer Tragödie aufgefasst worden sein und die Legende sich aus diesen Elementen entwickelt haben.

### Verwandtschaft mit anderen Legenden
Die Legend von Cantre'r Gwaelod ist vergleichbar mit Sintflut-Geschichten in vielen anderen antiken Kulturen und wurde auch mit der Geschichte von Atlantis in Beziehung gesetzt.
Mehrere vergleichbare Legenden existieren in der keltischen Mythologie. Beispiele dafür sind die bretonische Legende von Ker-Ys und die Sage aus dem Artus-Kreis von Lyonesse oder die Anderwelt Tír na nÓg. Immer geht es dabei um versunkene Länder in der Keltischen See, vor der Küste der Bretagne oder Cornwalls. (Siehe auch: Der Schimmelreiter.)

## Archäologie

Cardigan Bay, die vermutete Lage von Cantre’r Gwaelod.

Es gibt keine tragfähigen Beweise für eine frühere Besiedlung oder ein Fürstentum in den Meeresgebieten, die benannt werden, auch wenn einige Sichtungen berichtet werden.
1770 schrieb der walisische Antiquar William Owen Pughe über versunkene menschliche Siedlungsreste vier Meilen (6,4 km) vor der Küste von Ceredigion, zwischen den Flüssen Ystwyth und Teifi.
In der Edition des The Topographical Dictionary of Wales von 1846 beschreibt Samuel Lewis die Überreste von Steinmauern und Straßen unter den seichten Wassern der Cardigan Bay:

“In the sea, about seven miles west of Aberystwyth in Cardiganshire, is a collection of loose stones, termed Caer Wyddno, ‘the fort or palace of Gwyddno;’ and adjoining it are vestiges of one of the more southern causeways or embankments of Catrev Gwaelod. The depth of water over the whole extent of the bay of Cardigan is not great; and on the recess of the tide, stones bearing Latin inscriptions, and Roman coins of various emperors, have been found below high-water mark: in different places in the water, also, are observed prostrate trees.”

„In der See, etwa sieben Meilen westlich von Aberystwyth in Cardiganshire, liegt eine Ansammlung loser Steine, genannt Caer Wyddno, ‚der befestigte Palast von Gwyddno‘; und anschließend sind die Überreste einer der südlichen Straßen oder Dämme von Catrev Gwaelod. Die Tiefe des Wassers über der ganzen Ausdehnung der Bay of Cardigan ist nicht groß; und beim Rückzug der Tiden wurden Steine mit lateinischen Inschriften und römische Münzen von verschiedenen Kaisern unter der tiefsten Wasserlinie gefunden: an verschiedenen Orten im Wasser, ebenso, gibt es umgelegte Bäume.“

Lewis geht davon aus, dass die Küstenlinie der Cardigan Bay in den Karten des antiken Kartographen Ptolemäus an denselben Stellen verläuft wie in seiner Zeit und glaubt, dass die Flut bereite vor dem zweiten Jahrhundert nach Christus stattfand.
Die „causeways“ (Dämme), die Lewis beschreibt, können heute an den Stränden rund um die Cardigan Bay besichtigt werden. Die so genannten Sarnau sind Bänke, die sich mehrere Meilen in die See erstrecken im rechten Winkel zur Küste. Sie liegen zwischen den vier Flussmündungen im Norden der Cardigan Bay. Geologen vermuten, dass diese Formationen aus Ton, Kies und Felsen alte Moränen sind, die sich während des Rückzugs der Gletscher am Ende der letzten Eiszeit gebildet haben. 2006 zeigte eine Episode der Dokumentarserie Coast der BBC Sarn Gynfelyn bei Wallog und die Überreste des untergegangenen Waldes bei Ynyslas (Borth), die ebenfalls mit Cantre'r Gwaelod in Verbindung gebracht werden. Dort gibt es Überreste von Eichen, Kiefern, Birken, Weiden und Haselnussbäumen, die durch die sauren, anaeroben Bedingungen in den Wattböden erhalten geblieben sind und bei Ebbe zum Vorschein kommen. Sie werden auf 5000 Jahre geschätzt.

### Galerie

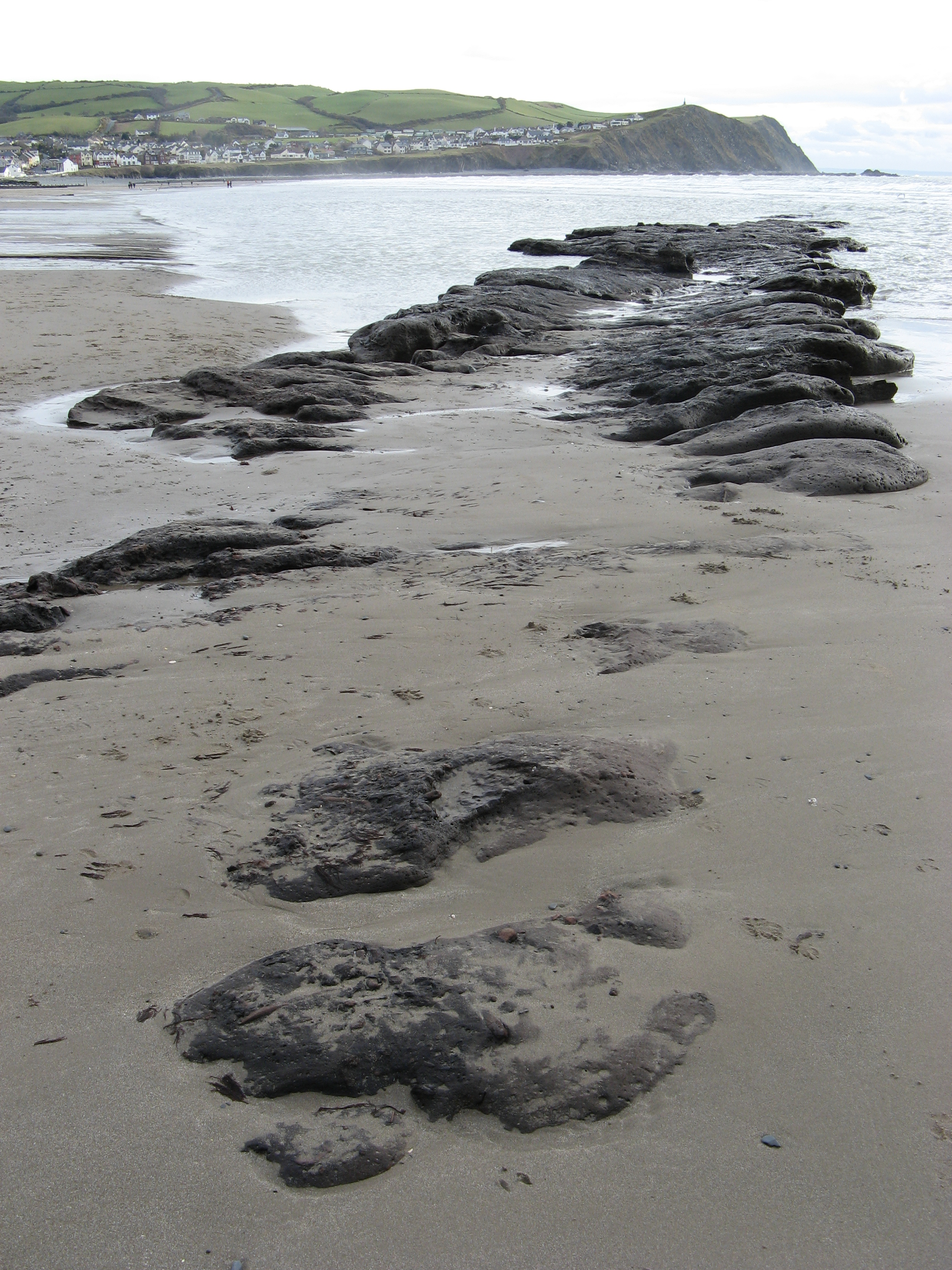
Überreste eines versunkenen Waldes, 2008
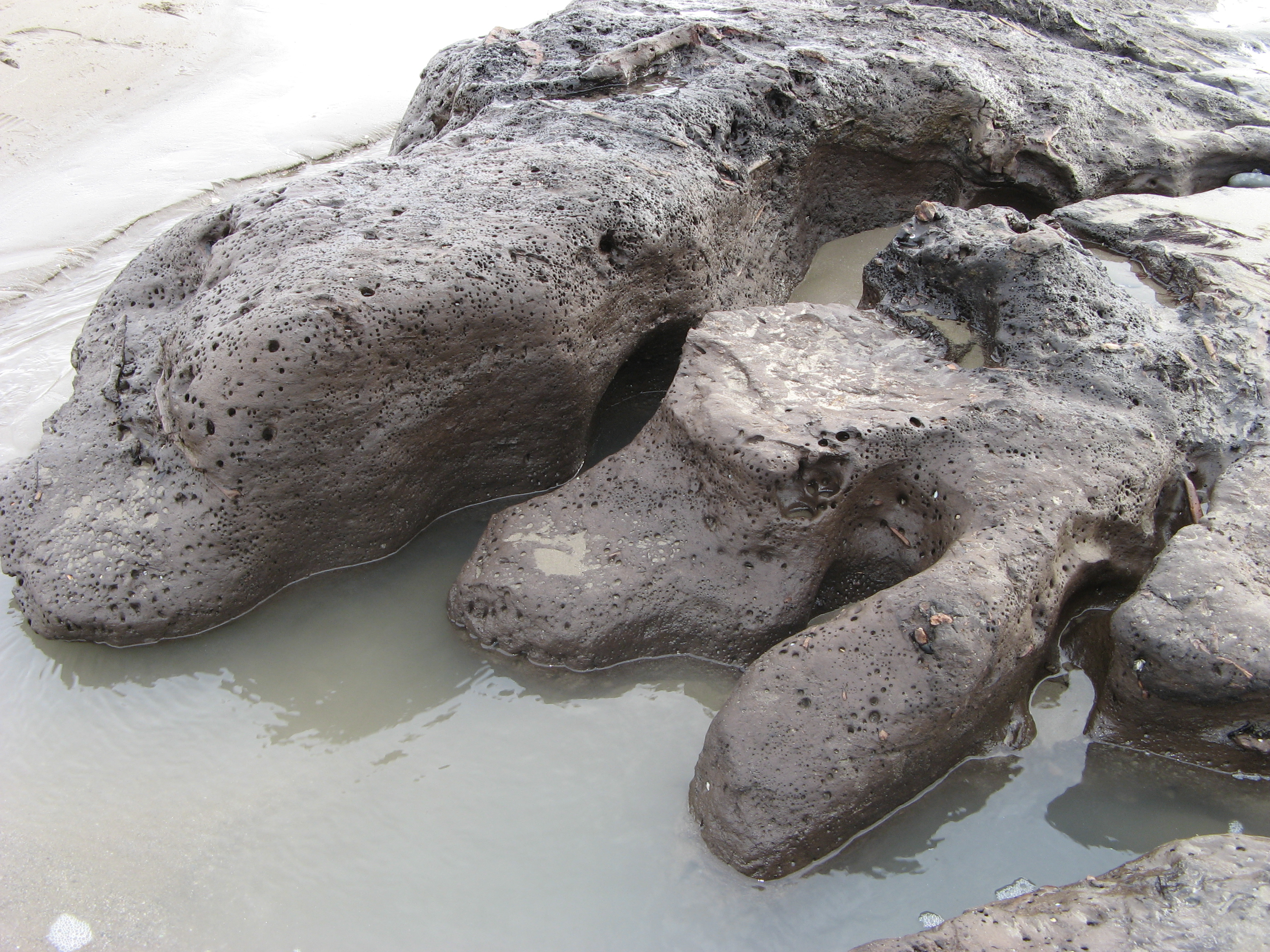
Überreste eines versunkenen Waldes 2008
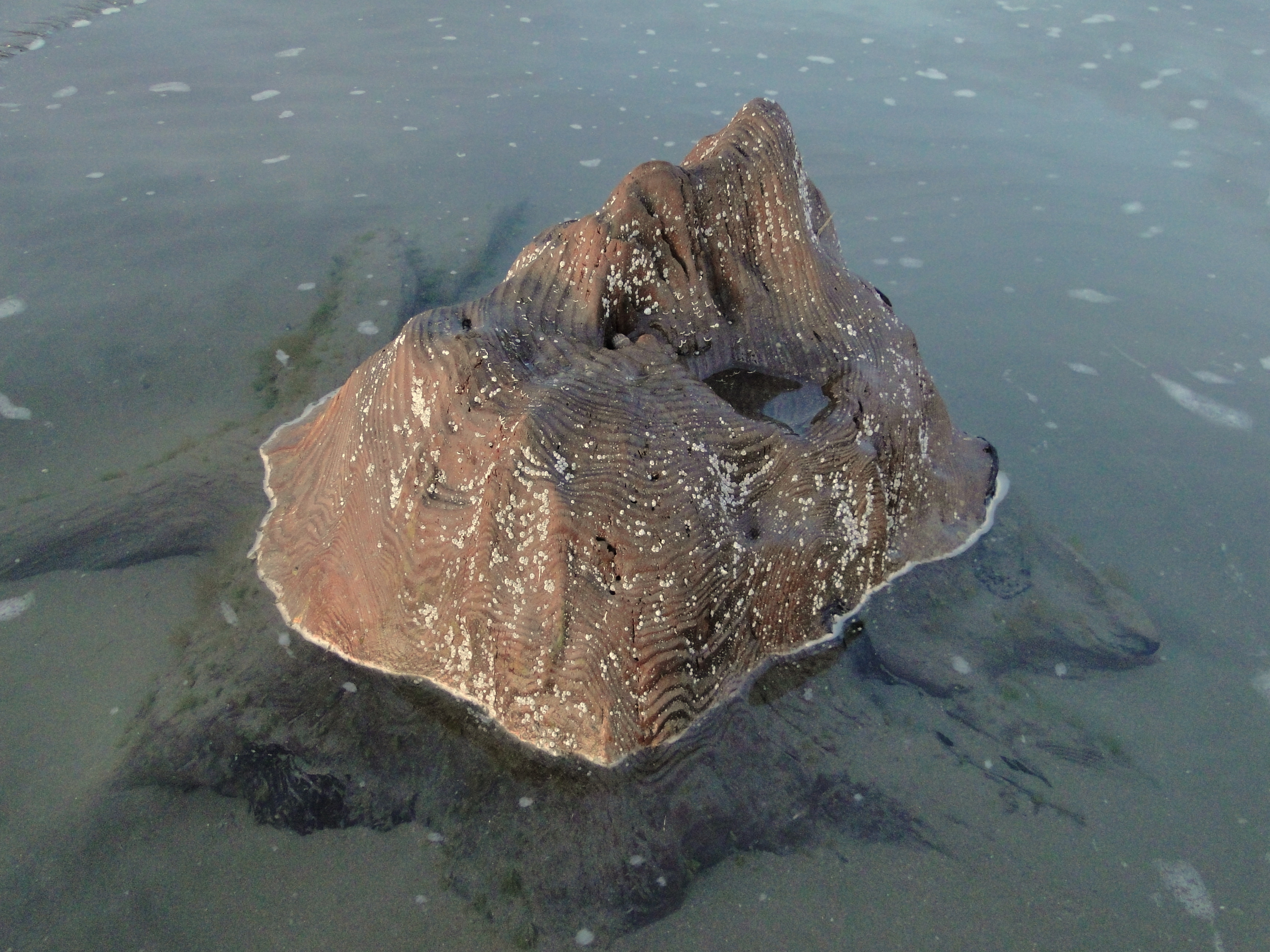
Versteinerter Baumstumpf der Borth Sands bei Ynyslas
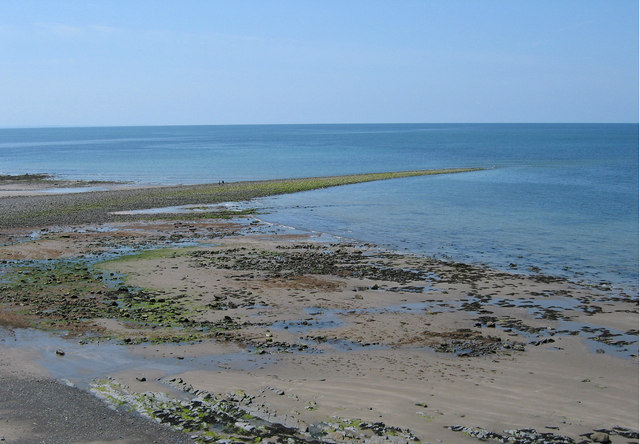
Sarn Gynfelyn bei Ebbe
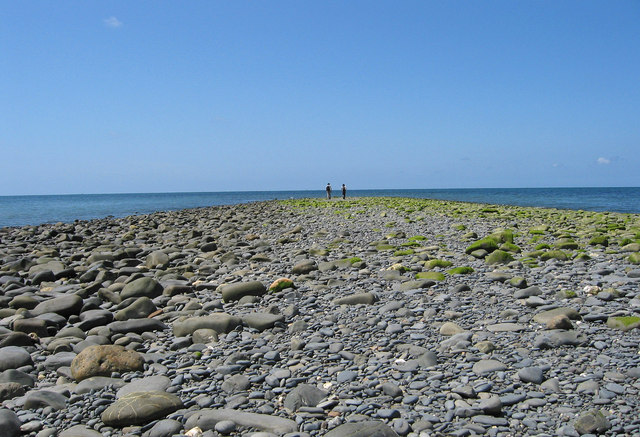
Das Ende von Sarn Gynfelyn

### Literatur

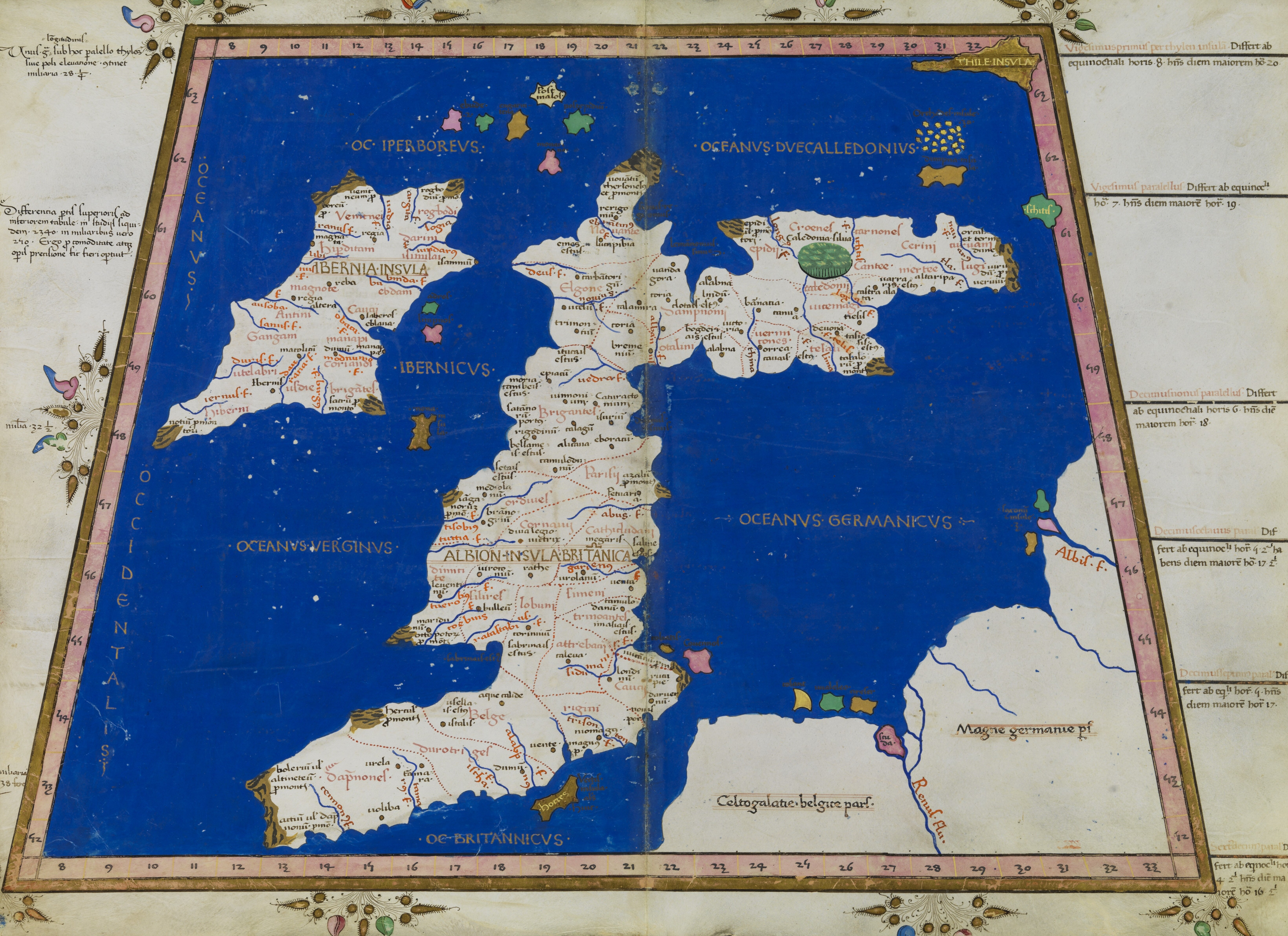
Die Karte des Ptolemäus von Britannien und Irland (1467).

## Aufnahme in der Kultur

### Musik und Kunst

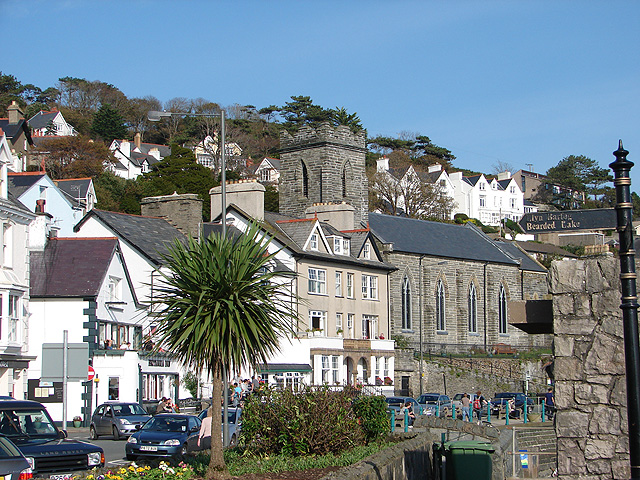
Die Glocken von St Peter's, Aberdyfi, können Clychau Aberdyfi spielen.

Der Folk-Song "Clychau Aberdyfi" ("The Bells of Aberdovey"), der im 18. Jahrhundert populär war, bezieht sich auf den Teil der Legende, in dem die Glocken in den Wellen gehört werden in der Nähe von Aberdyfi. Dieses Lied inspirierte zwei Kunstprojekte in der Stadt: ein neues Geläut wurde im September 1936 im Turm der St Peter's Church Aberdyfi angebracht, welches das Lied The Bells of Aberdovey spielen kann.
Eine Kunstinstallation von Marcus Vergette, eine bronzene „Time and Tide Bell“, wurde 2011 am Anlegesteg in Aberdyfi Harbour angebracht. Die Glocke wird durch die Bewegung des Wassers bei Flut angeschlagen.
In der BBC-Produktion Telly Tales von CBeebies 2009 wird die Legende von Kindern nachgespielt.